# Transportarbetaren
Transportarbetaren är en fackföreningstidning som ges ut av Svenska transportarbetarförbundet och som utkommer 11 gånger per år med en upplaga av 62 200 exemplar (2015).